# 原田鰟鮍
原田鰟鲏（学名：Rhodeus haradai）为輻鰭魚綱鯉形目鱊科鰟鮍屬的其中一種，該物種分布於亞洲中國海南島，棲息在中底層水域，體長可達5.6公分，雌魚有一個產卵器，用於將卵產在雙殼貝體內，幼魚會留在雙殼貝中直到它們會游泳。